# Gizmotron
Gizmotron eller bara Gizmo är en effektapparat för användning på elektriska gitarrer och elbasar, för att frambringa ett stråkliknande ljud från instrumenten. Den består av en dosa som appliceras på gitarrens huvud, vid strängfästena. Genom att trycka på tangenter förs en roterande, eldriven trissa mot gitarrens strängar och skapar vibrationer på ett liknande sätt som en fiolstråke. 
Gizmotronen uppfanns runt 1973 av Kevin Godley och Lol Creme när de var medlemmar i det brittiska rockbandet 10cc. Det är också på 10cc's skivor som den först användes. Den kan höras bland annat på 10cc's låtar "Gizmo My Way", "Old Wild Men", "I'm Not in Love" och på flera spår på skivan How Dare You!. När Godley och Creme lämnade 10cc 1976 gjorde de det delvis för att utveckla gizmotronen, och konceptalbumet Consequences blev resultatet. 1979 användes instrumentet på In Through the Out Door, Led Zeppelins sista studioalbum.
Gizmotronen har i stort sett fallit helt i glömska. När elektroniska effekter blev mer allmänt tillgängliga under 1980-talet ansågs den helt enkelt överflödig.